# Communauté de communes de la Vallée de la Coole
La communauté de communes de la Vallée de la Coole est une ancienne communauté de communes française, située dans le département de la Marne et la région Champagne-Ardenne.
Elle a disparu le 1er janvier 2014 par sa fusion dans la nouvelle communauté de communes de la Moivre à la Coole.

## Historique
L'intercommunalité a été créée par un arrêté préfectoral du 27 décembre 2000.
Conformément aux prévisions du schéma départemental de coopération intercommunale (SDCI) de la Marne du 15 décembre 2011, la communauté de communes de la Moivre à la Coole est issue de la fusion, le 1er janvier 2014, de 4 petites communautés de communes :
- la Communauté de communes de la Vallée de la Coole :
Communes de Breuvery-sur-Coole, Cernon, Coupetz, Ecury-sur-Coole, Faux-Vésigneul, Nuisement-sur-Coole, Saint-Quentin-sur-Coole[4] ;
- la Communauté de communes de la Guenelle :
Communes de Cheppes-la-Prairie, Mairy-sur-Marne, Saint-Martin-aux-Champs, Sogny-aux-Moulins, Togny-aux-Bœufs, Vitry-la-Ville[4] ;
- la Communauté de communes du Mont de Noix :
Communes de Coupéville, Dampierre-sur-Moivre, Francheville, Le Fresne,  Marson, Moivre, Saint-Jean-sur-Moivre[4] ;
- la Communauté de communes de la Vallée de la Craie :
Communes de Chepy, Omey, Pogny, Saint-Germain-la-Ville, Vésigneul-sur-Marne[4] ;

## Territoire communautaire

### Géographie
L'intercommunalité s'étendait le long de la rivière Coole.

## Composition
Elle était composée de sept communes, dont la principale est Écury-sur-Coole :
- Breuvery-sur-Coole
- Cernon
- Coupetz
- Écury-sur-Coole
- Faux-Vésigneul
- Nuisement-sur-Coole
- Saint-Quentin-sur-Coole

## Politique et administration

### Siège
La communauté de communes avait son siège en mairie de Cernon

### Élus
La communauté de communes était administrée par un conseil communautaire constitué de représentants de chaque commune, élus en leur sein par les conseils municipaux.

### Liste des présidents
| Période                                  | Période       | Identité     | Étiquette | Qualité                                    |
| ---------------------------------------- | ------------- | ------------ | --------- | ------------------------------------------ |
| Les données manquantes sont à compléter. |               |              |           |                                            |
| ?                                        | décembre 2013 | Jean Lacourt |           | Maire de Nuisement-sur-Coole (2010 → 2011) |

### Compétences
L'intercommunalité exerçait les compétences qui lui avaient été transférées par les communes membres, conformément aux dispositions légales.

### Régime fiscal et budget
L'intercommunalité était financée par une fiscalité additionnelle aux impôts locaux des communes. Leurs taux pour 2013 ont été les suivants : 
- Taxe d’Habitation : 10,75 %
- Taxe Foncière (Bâti)  : 9,53 %
- Taxe Foncière (Non Bâti) : 8,80 %
- Cotisation Foncière des Entreprises : 7,97 %[5]